# 別所憲隆
別所 憲隆（べっしょ のりたか、 1943年 - ）は、日本の実業家。徳島県出身。
健康やスピリチュアルなどといった分野の事業を行っている。モーリス・ドリール述著の書籍の編者として出版活動を行っている。2008年社会文化功労賞を受賞。。米国財団法人野口医学研究所参与。
2009年に日本マーキュリー株式会社（タイヘイレコード）の旧盤の版権と商標権を継続して、スピリチュアルソウルソングの発展を理念として、一般社団法人日本マーキュリーを設立し、代表理事となる。。日本マーキュリーというレコードレーベルを復活させ、懐メロのCDを発売している。